# 白馬節会

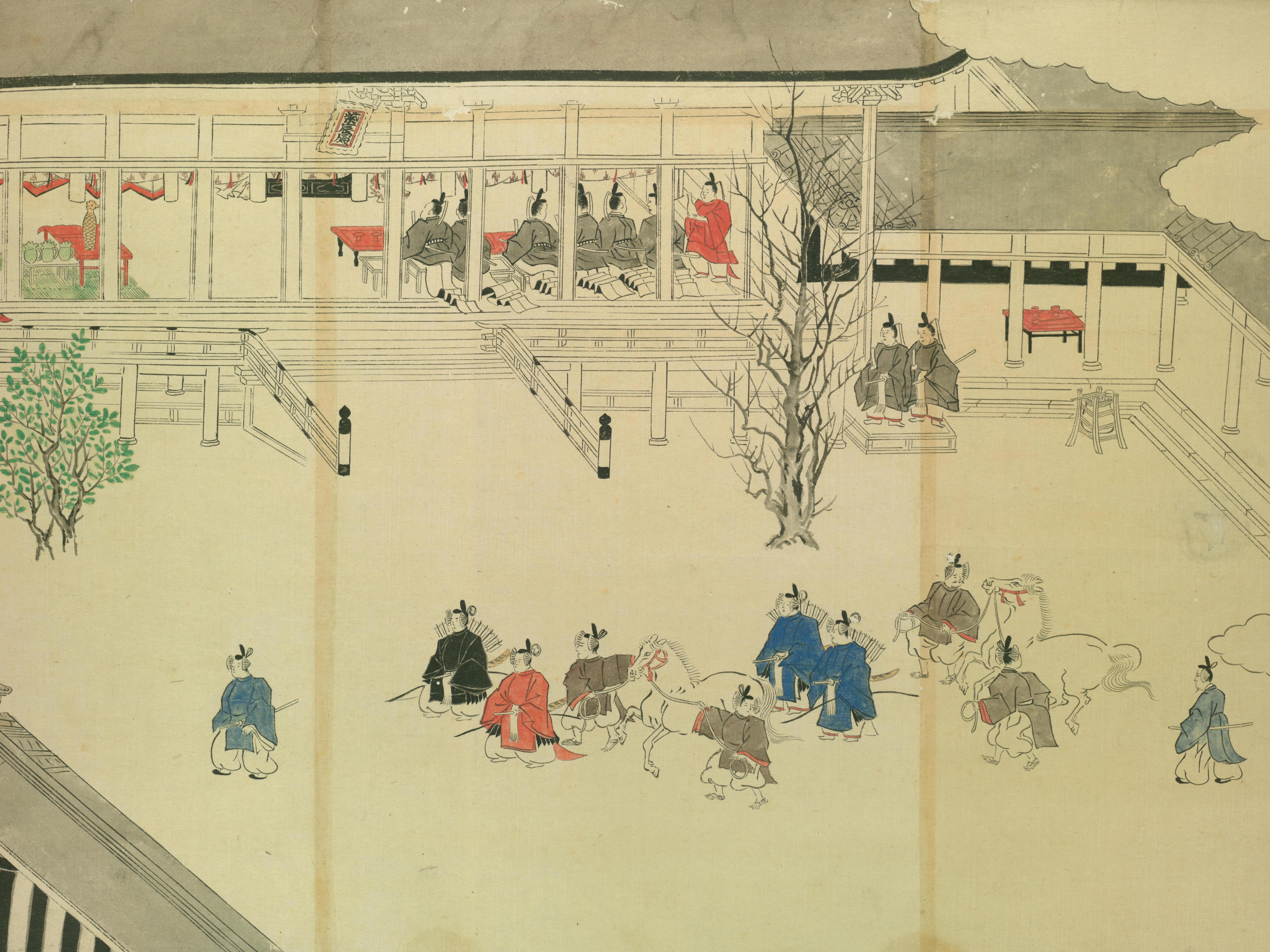
白馬節会（『宮中御儀式絵巻物』）

白馬節会（あおうまのせちえ）は、日本の宮中で1月7日に行われていた行事。七日節会とも言う。『延喜式』では元日節会・新嘗祭と並び「中儀」に位置付けられた。

## 概要
1月7日、叙位の儀式の後、左右の馬寮から21頭の白馬（あおうま）を天皇の御前に引き出し、天覧に供する行事で、その後は宴が催された。『続日本後紀』に仁明天皇の時代、承和元年（834年）に「天皇御豊楽殿観青馬宴群臣」とあるのが初例とされる（『江次第鈔』）。また宴に関しては天武天皇10年（681年）正月7日に始まったものであるともされる（『江次第鈔』）。
『公事根源』によれば、馬は陽気の獣であり、青は春の色であるから、正月7日に青馬を見ることでその一年の邪気が除かれるとされている。青を春の色とするのは五行説に由来するものである。『日本文徳天皇実録』仁寿2年（852年）正月7日条においても「幸豊楽院。以覧青馬、助陽気也。賜宴群臣如常」と記述されている。
古くは馬を見る場所は豊楽院だったがのちに紫宸殿で行われるようになった。
平安時代中期以降「白馬節会」と書かれるようになった。その後朝廷の衰微により延久5年（1073年）には10頭（『為房卿記』）、応永29年（1422年）に4頭（『康富記』）と馬の頭数は減少していった。応仁の乱で中断した後、延徳4年（1492年）に再興された際はわずかに2頭であった。
2011年現在では、京都市北区にある上賀茂神社や大阪府大阪市にある住吉大社などの神社で、神事として行われている。

## 白馬（あおうま）について

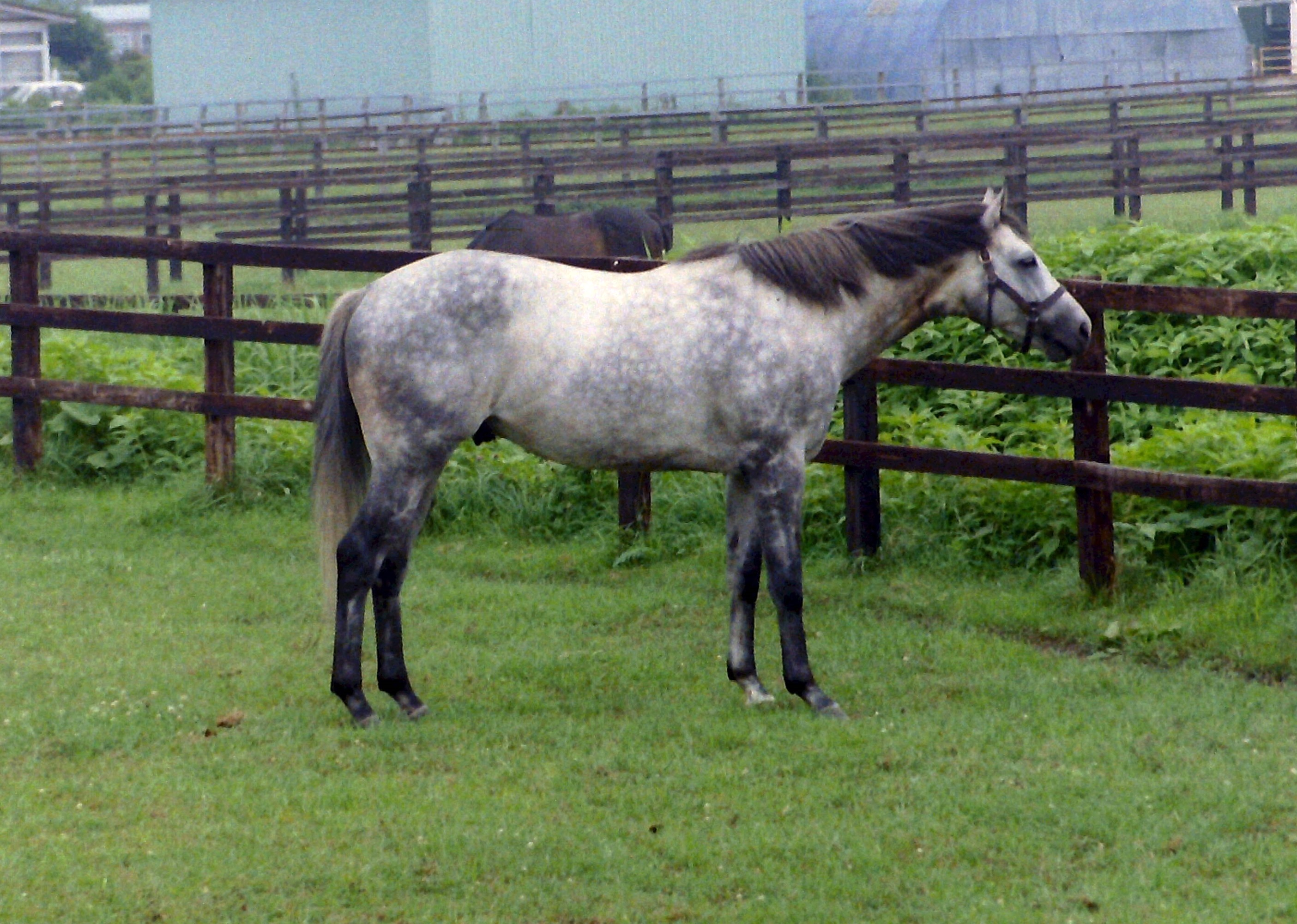
芦毛の馬（オグリキャップ）。

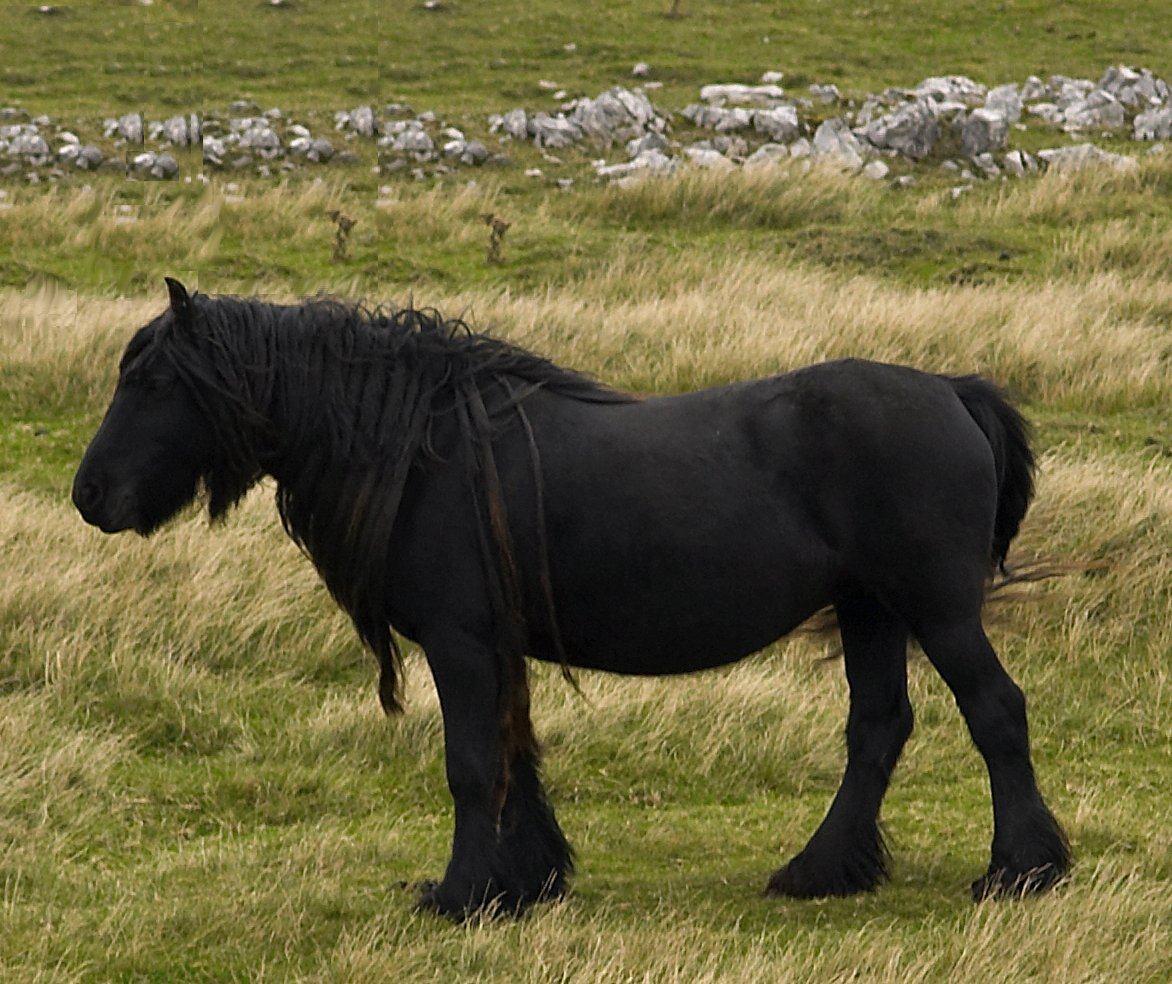
青毛の馬。

「白馬」を「あおうま」と訓ずる点については、応永26年（1419年）1月13日の『看聞日記』に、室町殿（足利義持）からお尋ねがあったが誰も知るものがなく、一条兼良が『寛平御記』を引いて答えたため感心されたという記述があるように、古くから疑問が呈されてきた。
『続日本後紀』『日本文徳天皇実録』『日本三代実録』『内裏式』『延喜式』には「青馬」と書かれていたが、のちに「白馬」と書かれるようになる。『日本紀略』では寛平4年（892年）正月7日に「青馬宴」、天暦元年（947年）正月7日に「白馬宴」とある。『小右記』寛和元年（985年）正月7日条、『御堂関白記』長保2年（1000年）正月7日条など以降の文献では「白馬」表記がほとんどとなる。
この点については以下の説の対立がある。
1. 青馬と白馬は別のものであり、昔は青馬を用いていたが後代白馬を用いるようになったために名称が変化した。
  - 本居宣長『玉勝間[10]』や伴信友『比古婆衣[7]』は、「水鳥乃可毛能羽能伊呂乃青馬乎 家布美流比等波可藝利奈之等伊布（水鳥の鴨の羽の色の青馬を 今日見る人は限りなしと云ふ）」（『万葉集』巻20）という句を引き、青馬とは鴨の羽の色であって白色ではないと説く。
  - この説の中にも「青馬」を芦毛（灰色）とみる説と青毛（黒毛）とみる説がある。本居宣長は青馬についてそれ以上の説明をしていないためいわゆる青毛を指しているように読めるが、伴信友は「そは葦毛とも云ふ毛色とぞきこえたる」とする[11]。
2. 青馬とは白馬のことであり、儀式の名称のみが「白馬節会」に変化した。
  - 一条兼良『世諺問答』に「きはめて白きものは青ざめて見ゆるものなり、されば白馬ともかよひて申にや。」とある[12][5]。
  - 橘守部『山彦冊子』では、白色は葬儀に用いる色であることから、新年の行事で「白馬」と読むことを避け、古来「青雲」と言うように白を青と呼ぶ例に習ったという説が唱えられている。また、馬の色を変えるという重大な変更があったにもかかわらず何の書物にも書き残されていないことも考えにくいとする[13]。
  - 『西宮記』が引用する『九暦』天慶5年（942年）正月7日条には「青馬」、『土佐日記』承平5年（935年）正月7日条には「今日はあをむまなどおもへとかひなし、たゞ波のしろきのみぞ見ゆる。」とあることから、「青馬」と呼ばれていた時期から既に白馬が用いられていたことも根拠としてあげられる[14]。
  - 『延喜式』神祇第3祈雨神祭条には雨乞いには黒毛馬、長雨の止雨の祈祷には白毛馬を奉献するとあり、六国史にも長雨に際し白馬を奉献した記事が多数確認できるが、『日本三代実録』貞観元年（859年）8月9日条には止雨を祈るため丹生川上神社に「青馬」を奉幣したとの記述があることから青馬とは白馬を指すと考えられる[15]。
  - 青馬を白馬とみる説からは、前述万葉集歌は「青」という呼称から鴨の羽の色を連想したのであって色そのものが同じであることを意味しないとされる[16]。
  - 一条兼良『年中行事大概』には「あを馬とはあしげのむま。その色しろきによりて白馬の節会とも名づけ侍り」とあり、加齢によって体色が白くなる芦毛の馬を青馬とも白馬とも呼んだことに由来するという説も示されている[5]。
  - 「白馬」に名称が変わった理由としては、白馬を神聖視する思想や白を青よりも重んじる思想、さらには白馬の体色から青を見いださなくなったという色彩感覚の変化が反映されたという説がある[17]。

## 関連文献
- 山中裕 (1951). 日本歴史学会. ed. “白馬の節会”. 日本歴史 (吉川弘文館) (37). ISSN 0386-9164.
- 中田武司『白馬節会研究と資料』おうふう、1990年。ISBN 978-4273023973。